# إن إتش إل 17
إن إتش إل 17 (بالإنجليزية: NHL 17)‏ هي لعبة فيديو محاكاة هوكي الجليد، تم تطويرها من شركة إي أيه فانكوفر ونشرها من قبل إي أيه سبورتس وإصدارها في سبتمبر 2016، وهي الإصدار ال26 لسلسلة ألعاب إن إتش إل، تم طرحها لأجهزة بلاي ستيشن 4 و إكس بوكس ون وتم إضافة عدة تطويرات في حركة اللاعبين والمظهر الخارجي.